# Petrissa Solja
Pour les articles homonymes, voir Solja.
Petrissa Solja est une pongiste allemande née le 11 mars 1994 à Kandel. Elle a remporté avec Han Ying et Shan Xiaona la médaille d'argent de l'épreuve par équipes aux Jeux olympiques d'été de 2016 à Rio de Janeiro, ainsi que la médaille d'argent en double lors des championnats d'Europe de tennis de table 2016.
Elle est médaillée d'or en double mixte aux Jeux européens de 2019.
Elle remporte le titre européen en 2021.
Son meilleur classement est no 13 mondiale en juin 2016.